# Кайтазьке уцмійство
Кайтазьке уцмійство — феодальна держава Дагестану, яка була заснована у VI ст. Тривалий час була союзником Аварського нуцальства, згодом Газікумухського та Тарковського шамхальства. У XVIII стає одним з потужніших та впливовіших держав Дагестану та північного Азербайджану. У 1813 році приєднано до Російської імперії.

## Історія

### Заснування
Веде своє походження від невеличкого володіння Кайдак, яке політичне об'єднання рабовласницького феодального типу виникло в V–VII ст. Перша згадка про нього у письмових джерелах датується початком VII ст. серед інших державних утворень Дагестану, таких як Табасарани, Сарір, Зіріхгеран.
У VIII ст. арабські військовики зробили низку руйнівних походів на Кайтагу. Арабські завойовники на захоплених ними територіях насильно насаджували іслам. До прийняття ісламу в Кайдакі переважно дотримувалися християнської релігії під впливом держави Сарір. В подальшому правителі Кайтаги підтримували мусульманських володарів у боротьбі проти Саріра. Засновником першої ісламської династії Кайтага був Амір-Гамза.
З XI ст. починається поступове розширення володінь. З цього моменту резиденція уцмія Чопан ібн Султан-Алібека перебувала в Калакорейше — гірському селищі, розташованому на правому березі річці Бугай. Тут уцмій звів фортецю на неприступній горі. Згодом Калакорейш стає гробницею кайтазьких уцміїв.
Напочатку XIII ст. уцміство стикнулося з постійними нападами монголів на свої землі. Перша сутичка відбулася у 1222 році проти військ Субеде- та Джебе. 1239–1240 роках Кайтазьке уцмійство стикнулося із вторгненням до своїх володінь золотоординського війська на чолі із Бугдаєм. Незважаючи на відчайдушний спротив кайтазці зазнали поразки й вимушені були визнати владу Бату, хана Золотої орди. Проте незабаром кайтазці відновили незалежність, діючи проти монголів партизанськими методами. У 1259–1260 роках ці землі (як й інші дагестанські) спустошили війська.
У 1318 році Газікумухське шамхалсьтво втрутилося у боротьбу за владу в уцмійстві між Усманом (сином Раманада ал-Габши), Абдаллахом аль-Джарахі та Хасаном ал-Барши, що призвело до послаблення держави. Після відновлення центральної влади уцмія Султана-Мухаммедхана розпочався конфлікт між Кайтазьким уцмійством та Ширваном проти Газікумухського шамхальства і його союзників. В результаті кайтазькі уцмії зуміли приєднати до своїх володінь землі Зіріхгерана, Шандана та Уркараха, завдавши при цьому удару шамхальству та Аварському нуцальству. В цей період другою столицею держави стає м. Уркарах, проте Калакорейш також залишався ставкою уцмія.
Смерть Султан-Мухаммедхана призвело до боротьби за владу між Султан-Алібеком (на прізвисько Бекі-Кіши-хан) та його зведеним братом Ільча-Ахмедом. Зрештою останній зазнав поразки, проте на частині уцмійства заснував власний емірат. Це послабило владу уцмія Султан-Алібека, а у 1396 році держава зазнала нападу військ Тамерлана. Султан-Алібек, союзник Тохтамиш-хана, намагався протистояти тамерлановим військам, але без успіху — усі міста були захоплені та сплюндровані.

### Піднесення
На початку XV ст. Кайтага підпорядкувала своєму впливу Зіріхгеран, а в середині XV ст. нащадки родичів кайтазьких уцміїв керували фортецями і селищами в Табасарані та Докузпарі. У середині XVI ст. уцмій Султан-Алібек став швагром ширваншаха Фаррух Ясара I, що зміцнило позиції уцмійства у південному Дагестані — Султан-Алібек розпоряджався приморськими землями до кордонів Тарковського шамхальства. До цього часу уцмійство включало як власне кайтазькі землі, так і частину даргінських, кумицьких і лезгінських земель.
Військові конфлікти змушували уцміїв посилити тягар податків на селян і ремісників. У 1570-х роках у гірських аулах відбулося потужне повстання. У 1581 році уцмій Султан-Ахмедхан внаслідок важкого протистояння з гірськими громадами переніс свою резиденцію з Уркараха до містечка Маджаліс (Нижній Кайтаг), де до цього нерідко збиралися на з'їзд або нараду кайтайзька знать. Після цього вплив на гірську частину уцміство значно було послаблено, а тут стали керувати беке. У 1588 році Маджліс остаточно став новою резиденцією уцмія.
У 1631–1632 роках розпочався конфлікт у боротьбі за право на спадок уцмія Рустам-хана — брати останнього Чюкук, Устархан, син Хан, небожів Амірхан та Улуг. Ця боротьба була тривала й виснажлива. У 1645 році проти уцмія Рустам-хана виступив його небіж Амірхан-султан при підтримці перського шаха Аббаса II. Уцмій відступив до гірського Кайтага, де знайшов підтримку серед вільних громад та беків. Того ж року переміг претендента на трон та перські загони. Лише у 1660 році уцмій Алі-Султан зумів подолати розбрат й об'єднати державу.
У XVIII — на початку XIX ст. в правління уцміїв Ахмед-хана і Амір-Гамзи, Кайтазьке уцмійство досягає піку своєї могутності як у внутрішніх справах, так і в зовнішньополітичній діяльності.
При уцмії Ахмед-хані йде процес внутрішнього зміцнення держави, у 1707—1721 роках він на чолі військ брав участь в антиперському повстанні 1707–1721 років. Уміло взаємодіючи з іншими лідерами повстання — Хаджи-Даудом Мюшкюрськимм і Сурхаєм I, ханом Газікумухським, уцмій Ахмед-хан домігся ліквідації перського панування в Азербайджані та південному Дагестані. Це сильно підняло престиж і авторитет Кайтазького уцмійства не лише в Дагестані, але і в північному Азербайджані. Після цього уцмій Ахмед-хан, виявляючи розум і спритність політичного діяча, уважно стежив за ходом підготовки та початку перського походу російського імператора Петра I, намагаючись використовувати ситуацію з максимальною вигодою для своєї держави. Обіцяючи допомогу росіянам, спровокував напад свого васала султана утемишського на російські війська, проте без успіху. Однак при зворотному шляху росіян з Дербента сам організовував напади на них і залишені гарнізони. У відповідь російські загони сплюндрували низьку аулів Нижнього Кайтага. Тоді спровокував війну Аділь-Герея, шамхала Тарковського та суспільства Акушо проти росіян. В результаті поразки акушинців та тарковців розширив свій вплив на східний Дагестан. Діючи такими методами, спритно використовуючи момент, уцмій Ахмед-хан значно розширив кордони своїх володінь та підняв свій статуї. У 1725 році останній формально визнав себе залежним від Російської імперії. За активного посередництва уцмія Ахмед-хана російське підданство також прийняв один з сильних і впливових правителів Дагестану — Умма-хан Аварський. Разом з останнім вони виступали проти османського союзника Сурхая I, хана Газікумухського.
Рештський договір 1732 року, за умовами якого Росія поступалася Персії землями південніше Кури до Астрабада, Керманшахський договір того ж року, за яким шах Тахмасп поступався Османській імперії усім Кавказом, змінили стосунки Кайтазького уцмійства з провідним державами-сусідами. Уцмій переходить на бік Кримського ханства, війська якого увійшли до Азербайджану. Разом з кримськотатарським військом армія кайтазців виступила проти російських залог у Дагестані. У 1735–1736 та 1741–1742 роках Кайтазьке уцмійство разом із сусідніми дагестанськими державами виступили проти зазіхань на свої землі Надір-Шаха, володаря Персії, який зрештою зазнав тут нищівної поразки. У 1745 році кайтазькі війська звільни Дербент від персів.
В свою чергу успіхи Ахмед-хана зумовили подальшу активну діяльність при уцмії Амір-Гамзі, що виходить далеко за рамки політичного простору Дагестану. Володар уцмійства проводив політику, спрямовану на збереження самостійності та незалежності стосовно трьох сусідніх держав — Російської імперії, Персії та Османської імперії. Час 36-річного правління Амір-Гамзи відзначено найбільш інтенсивним процесом політичних взаємин Кайтазького уцмійства з дагестанськими державно-політичними структурами. Особливо активно відносини уцмійства складалися з Дербентським володінням, а Табасаранське кадійство опинилося під його прямим впливом. До того ж північно-табасаранське суспільство Дюбек входить до складу уцмійства. Разом із союзниками зумів посадити на трон Табасаранського майсумства свого претендента, також успішно втручався у внутрішні справи Тарковського шамхальства. При цьому допустив помилку, допомігши Фаталі-ханану, володарю Кубинського ханства приєднати до своїх земель Дербентське ханство, що згодом призвело до тривалого протистояння між Кайтагой та Кубой. У 1773 році виник конфлікт з Росією внаслідок затримання академіка Самуїла Гмеліна, який помер в аулі Ахмедкент.
Водночас починаються процеси розпаду Кайтазької держави, протиріччя всередині панівної династії сприяли ослабленню уцмійства зсередини. У 1752 році відбулося потужне повстання теркменців та гірських євреїв проти влади уцмія.

### Занепад
Після загибелі Надір-шаха і піввіковий міжусобиці в Персії, поразку Османської імперії у двох війнах з Росією і втрати нею Криму та Кубані обстановка на Кавказі змінилась на користь Російської імперії. Традиційна політика лавірування Кайтазьких уцміїв перестала бути дієвою. З укладенням Гюлистанського мирного договору після російсько-перської війни 1804–1813 років. З цього моменту уцмійство перестає бути для Росії суб'єктом зовнішньої політики. Ставлення низки дагестанських володарів після Гюлистанського миру 1813 року до Росії починає різко погіршуватися. Вони об'єднуються в коаліцію спрямовану проти останньої, проте уцмій Аділь-хан залишився вірним російському імператорові. Водночас намагався зберегти гарні відносини з сусідніми державами Дагестану. Втім зрештою вирішив виступити проти Російської імперії. За таку політику російське військове командування на Кавказі приймає радикальне рішення — 26 січня 1820 року уцмій Аділь-хан був усунений від влади, і одночасно був скасований титул уцмія. З цього часу Кайтазьке уцмійство перестає існувати як суб'єкт політичного життя Дагестану.

## Уцмії
- Амір Гамза (734-?)
- під владою хозар (797–969)
- Фіруз (1068-?)
- Хіздан  (1160-?)
- Мухаммадхан, Амірхан, Амірхамза (1230-ті — 1240)
- Чопан ібн Султан-Алібек (1240–1260)
- Ахмед (1260–1270)
- Султан-Мухаммедхан (1350-?)
- Султан-Алібек (1380-ті — 1410-ті)
- Амір-Чопан (1420-ті)
- Хайдар (1450-ті)
- Халіл (1460–1490)
- Аміркаландар (поч. XVI ст.)
- Хасан-Алі (1574–1580)
- Султан-Ахмедхан (1580–1588)
- Мухаммед-хан (1588–1605)
- Рустам-хан I (1605–1645)
- Амір-хан (1645–1659)
- Уллубій (1659—1660)
- Хусейн-хан (?-1689)
- Ахмед-хан I (1689–1694)
- Алі-султан (1689–1706)
- Ахмед-хан II  (1706–1708)
- Ахмед-хан III (1708–1747)
- Амір-Гамза II(1747–1787)
- Устар-хан (1787–1792)
- Алібек (1792–1795)
- Рустам-хан II (1795–1804)
- Алі-хан (1804–1809)
- Аділ-хан( 1809–1820)

## Територія
На півночі межувало з Тарковським шамхальством, на заході — з вільною громадою Акуша-Дарго і Сюргінським союзом сільських громад, на півдні кордоном з Дербентським ханством слугувала річка Дарбі і гірські вершини Гургелі і Баума. На південь воно межувало також з Табасаранським майсумством. В уцмійство XVIII ст. займало значну за масштабами Дагестану територію, яка починалася в приморській низовині і охоплювало передгірний і гірський Дагестан.
Воно складалося з п'яти частин: Мюйра, Верхній Кайтага, Нижній Кайтага, Маджаліс, Ката і Теркеме.

## Населення
В уцмійстві основним етносом були кайтазькі даргінці. Крім того, проживало значна кількість кумиків, терекменців, гірських євреїв. Проте мовні діалекти кайтазців суттєво відрізняються від літературної даргінської мови, в основі якої лежить акушинський діалект даргінської мови. Більш національно однорідним був Верхній Кайтаг, де більшість становили даргінці.
У XVII ст. за московськими джерелами в уцмія було близько 40—60 тисяч підданих, а за повідомленням османського мандрівника Е. Челебі — 20—50 тисяч. У 1796 році зафіксовано — 75 тис. осіб на 25 тис. родин.

## Державне управління
Влада правителя Кайтазького уцмійства була спадковою і переходила до старшого в роді, але при цьому уцмій затверджувався на загальних зборах представників усіх вільних суспільств в аулі Башли. Стосовно значення терміна існували різні версії. Згідно однієї це слово арабського походження — від «ісмі» — ім'я, тобто «славетний». Проте більш переконливою є версія стосовно до арабського походження: від юдейського слова оцум (множина ацацим) — «сильний», «могутній». Це є вірогідним з огляду на значний вплив Хозарського каганату на дагестанські землі, а тривалий час кагани сповідували юдейську віру (мали юдейські імена та письменність). Проте спочатку так звався найзаможніший землевласник в якісь окрузі або аулі, згодом перетворився на термін володаря (вперше зафіксовано у XIV ст.). Разом з тим в історичному творі «Дербент-наме» володаря Кайтага перси називали газанфар, тобто «відважний», «хоробрий».
Одночасно з уцміем обирали його спадкоємця, який називався «гаттином». Він брав активну участь в управлінні уцмійством. Раз на рік гаттин об'їжджав узденські товариства, правив там суд і навіть збирав податки.
Іншими представниками світської та військової знаті були беки, чанка-беки, чанка, кевхи, тулгаки, мангуши, нукери, духовна складалася з кадіїв, муфтіїв, мулл. Віщими радниками уцмія були візірі, потім казірі, наступні — мірзи. Юридичне оформлення стану беків отримало за правління уцмія Ахмед-хані I. Беки володіли землями — кутана і ятагамі. де стягували з підвладних їм раят і узденей різні податі та повинності. Крім спадкових земель, що називалися мюльками, беки мали землі, придбані шляхом купівлі у раят і тими, що дісталися після смерті раят, які не залишили спадкоємців або втекли.
Важливу роль в управлінні уцмійством відігравало мусульманське духовенство (кадії), що вирішували судові справи в сільських товариствах по шаріату. Кадії Уркараха та Кубачі вважалися найбільш авторитетними в горах Кайтага. Згідно зі «Постановами» уцмія Рустам-хана володарі (уцміі) та беки на місцях мали право займатися судовою справою.
Вся інша частина населення становила клас селян, яка в свою чергу поділялася на узденей, раят і кулів. Найчисленнішу групу становили уздені. На початку XIX ст., з 6032 дворів 4032 припадало на узденей, 2000 раят.

## Армія
Складалася у кінноти та піхоти. У XVII ст. військо уцмія мало 2400—3000 вояків, з них 300 вояків перебували постійно при уцмії. До цієї кількості додавалися сили місцевих беків, разом військо Кайтазького уцмійства мало до 15—20 тис. вояків.

## Право
У 1730-х роках уцмій Рустам-хан видав збірку законів під назвою "Кайтаг-Дарго («Постанови Кайтазького уцмія Рустам-хана»), в якому регулювалися відносини між різними станами та мешканцями аулів до 1820 року (ліквідації уцмійства росіянами).

## Економіка
Уцмійство характеризувалося багатогалузевим господарством і досить високим для свого часу рівнем економічного розвитку, поєднувало в собі феодальну і общинную форми суспільної структури. Основними сферами діяльності було скотарство та землеробство (вирощування пшениці, ячменю), садівництво. Особистостям орача (х'уццарі), сівача (вел-гьшіл) селяни надавали великого значення. Часто через відсутність тягової сили кілька родин об'єднувалися в супрегу за родинною ознакою.
Основними видами кустарної промисловості уцмійства були обробка овечої і частково верблюжої вовни, з козячого пуху, бавовни та шовку, шкіри, дерева, металів, каменю, глини, конопель (хапцалдик). Вироблялося більше 40 видів кустарних виробів. Виробництвом тканин займалися майже у всіх селищах, його головними центрами були аули Ширяєв, магал Іцарі, Кара-Корещп, Кубачи, Барщамай, Дейбук, Уркарах, Мусіш, Кіша. Найбільш цінним вважалося тканина сух'абі, що йшло на жіночий одяг. Виготовлялася зброя, коштовні прикраси, металеве й мідне начиння і посуд.
Значну частину доходу становили податки та феодильні повинності на селян, зокрема існували 3 форми земельної ренти. Їх розмір був різний в гірській та низинній частинах держави.
Значний прибуток уцмії мали від торговельного посередництва завдяки контролю над шляхом, що поєднував Дербент й Закавказзя з північно-західними містами та італійськими містами-колоніями Чорного моря, а також з центром Золотої орди на нижній Волзі. Видобуток і торгівля мареною мали велике значення в економічному житті уцмійства. З кореня марени отримували природний барвник — крап. На експорт також йшли шовк, шерсть, бавовна. У свою чергу в уцмійство ввозилися залізо, мідь, свинець, бавовняні тканини, коні, велика рогата худоба.

## Релігія
З VI до VIII ст. більшість населення сповідувало християнство та зороастризм. З приходом сюди арабів починається процес ісламізації. Втім населення тривалий час зберігало вірність прадавнім вірам. Лише у XV ст. завершилася ісламізація населення Кайтазького уцмійства.